# Fablok Typ Solvay
Die schmalspurigen Dampflokomotiven der Baureihe Fablok Typ Solvay wurden von 1939 bis 1944 für Industriebahnen gebaut. Es sind je zwei Exemplare für die Spurweiten 600 und 750 mm bekannt. Eine Lokomotive der Spurweite 600 mm wurde bei der Wirsitzer Kreisbahn verwendet.
Die Lokomotiven wurden im Regelbetrieb bis 1984 eingesetzt. Die beiden Lokomotiven der Spurweite 600 mm sind im Schmalspurbahnmuseum Wenecja, eine Lokomotive der Spurweite 750 mm ist im Eisenbahnmuseum Sochaczew erhalten.

## Geschichte
Die Lokomotiven sind ähnlich der PKP-Baureihe Tx26 und auf der Grundlage dieser Lokomotivkonstruktion entstanden. In Bezug auf Abmaße und technische Details unterscheiden sich beide Bauarten geringfügig voneinander. Ihren Typnamen erhielten sie von dem ersten Kunden Solvay.

### Spurweite 600 mm
- Die erste Lokomotive stammt aus dem Jahr 1939 und trägt die Fabriknummer 763. Sie wurde an ein Chemieunternehmen in Krakau verkauft und dort bis 1976 im Rangierdienst verwendet. Nach der Außerdienststellung wurde sie vom Eisenbahnmuseum Warschau übernommen. Sie befindet sich heute (2023) im Schmalspurbahnmuseum Wenecja.[1]
- Die zweite Lokomotive wurde 1940 hergestellt und trug die Fabriknummer 778. Sie wurde bei der Wirsitzer Kreisbahn bis 1948 eingesetzt. 1949 wurde sie von den PKP übernommen und erhielt die Betriebsnummer Tx6-502, mit der sie auf der als Wyrzyskie Koleje Powiatowe bezeichneten Bahnstrecke bis 1979 im Einsatz war. Nach der Ausmusterung wurde sie in das Schmalspurbahnmuseum Wenecja überführt.[2]

### Spurweite 750 mm
- Die beiden Lokomotiven der Spurweite 750 mm wurden 1944 hergestellt und trugen die Fabriknummern 1017 sowie 1019.
  - Die Lokomotive mit der Fabriknummer 1017 wurde an die Zuckerfabrik in Brześć Kujawski geliefert und trug dort die Nummer 12. 1974 wurde sie abgestellt. Es wurde eine Übernahme durch das Eisenbahnmuseum Warschau erwogen, doch 1988 wurde die Lok verschrottet.[3]
  - Die Lokomotive mit der Fabriknummer 1019 wurde ebenfalls an die Zuckerfabrik Brześć Kujawski geliefert. Zu einem nicht bekannten Zeitpunkt kam sie zur Zuckerfabrik in Dobre und erhielt dort die Nummer 3. Nach ihrem Einsatzende 1984 wurde sie am 1. Oktober 1986 dem Eisenbahnmuseum Sochaczew übergeben.[4]

## Konstruktion
Der Blechrahmen besitzt eine Rahmenstärke von 60 mm. Die kräftigen Langträger sind durch Querträger verstärkt, die an der Frontseite verstärkten Pufferbohlen tragen die Balancierhebelkupplung. Die 1 m³ umfassenden Wasservorräte sind in den seitlichen Kästen neben dem Kessel untergebracht. Ursprünglich war der Kohlenvorrat von 0,6 t in einem Kasten hinter dem Führerhaus gebunkert.
Bei den Lokomotiven der Spurweite 750 mm wurde der hintere Kohlenkasten später entfernt und die Kohlen in einem abgetrennten Segment im linken Kasten untergebracht. Sie erhielten stattdessen eine glatte hintere Führerhauswand mit einer hinteren Tür und einem Übergang zum Tender. Von den vier Achsen waren die erste und die dritte fest im Rahmen gelagert, die zweite und vierte hatten seitliches Spiel. Das ergab für die Lokomotiven einen festen Achsstand von 1600 mm, mit dem ein Radius von 30 m durchfahren werden konnte.
Der Flammrohrkessel besaß eine stählerne Feuerbüchse. Er wurde von der Kesselwerkstatt in Sosnowiec (vormals L. Zieleniewski und Fitzner-Gamper) hergestellt und besteht aus zwei Schüssen. Auf dem ersten Kesselschuss sitzt der Dampfdom mit innen angeordnetem Regler, auf dem zweiten Kesselschuss sitzt der runde Sandkasten, von dem mechanisch hinter die zweite und hinter die dritte Achse gesandet werden konnten. Das Sicherheitsventil Bauart Pop sitzt auf dem Stehkessel. Der Kessel wurde von zwei Injektoren der Bauart Friedmann mit einer Förderleistung von 60 l/min gespeist. Die Zylinder sind horizontal angeordnet und besitzen horizontal liegende Kolbenschieber, die über eine Heusinger-Steuerung die dritte Achse antreiben, der Kreuzkopf wird einschienig auf der Gleitbahn geführt.
Die Lokomotiven sind mit elektrischer Beleuchtung mit einem Turbogenerator ausgerüstet. Sie besitzen als Bremsausrüstung eine Dampfbremse und eine Handbremse, die auf eine gemeinsame Welle wirkten und mit Bremsgestänge die ersten drei Achsen einseitig von vorn abbremsten. Vor dem Führerhaus sitzt eine Dampfpfeife und vor dem Dampfdom ein Läutewerk. Die Lokomotiven der Spurweite 750 mm besaßen später einen zweiachsigen Tender mit 8,2 t Dienstmasse, der 3,3 m³ Wasser und 1,1 t Kohle bunkern konnte. Die Lokomotive der Wirsitzer Kleinbahn besaß ebenfalls einen Tender, allerdings wurde die Führerhausrückwand nicht umgearbeitet.